# Grenville, Novi Meksiko
Grenville je selo u okrugu Unionu u američkoj saveznoj državi Novom Meksiku. Prema popisu 2000. u Grenvilleu živjelo je 56 stanovnika. Tijekom 20. stoljeća selo je izgubilo mnogo stanovništva, ali nedavna ekonomska kretanja daje nadu u promjenu trenda.

## Zemljopis
Nalazi se na 36°35′36″N 103°36′52″W / 36.59333°N 103.61444°W (36.593305, -103.614552). Prema Uredu SAD-a za popis stanovništva, zauzima 1,6km2 površine, sve suhozemne.

## Stanovništvo
Prema podatcima popisa 2000. u Grenvilleu je bilo 25 stanovnika, 9 kućanstava i 6 obitelji, a stanovništvo po rasi bili su 100% bijelci.